# Journal d'une femme de chambre (film 2015)
Journal d'une femme de chambre è un film del 2015 diretto da Benoît Jacquot.
Il soggetto è tratto del romanzo Il diario di una cameriera di Octave Mirbeau.

## Trama

Léa Seydoux in una scena del film

Francia, fine Ottocento, durante l'affare Dreyfus. In un sobborgo della Normandia la cameriera Célestine (Celestina) presta servizio alle dipendenze della signora Lanlaire, spossata dal lavoro domestico, molestata dal marito che intrattiene una relazione con la cuoca Marianne.
Célestine è fisicamente attratta dal taciturno Joseph, il giardiniere, il quale, come propagandista antisemita, è in relazione con i curati e diverrà il suo seduttore. La cameriera diventa in una certa misura (idealmente) sua complice nel furto dell'argenteria dei Lanlaire.
La coppia conosce all'improvviso ricchezza e agiatezza, e passa a gestire un piccolo caffè a Cherbourg, frequentato da militari e dagli antidreyfusardi.

## Distribuzione
Il film è uscito in aprile 2015 in Francia.

## Accoglienza

### Critica
La particolare angolazione psicologica della serva Célestine che scrive il diario, il rispetto del contesto storico (l'antisemitismo e il clericalismo ipocrita del paese della Normandia che Octave Mirbeau conosceva bene), la violenza fisica e simbolica dei personaggi malgrado le belle maniere della società borghese, il bisogno di essere dominata della protagonista anche quando vuole sfuggire alla condizione domestica, sono i punti forti del romanzo che il film di Benoît Jacquot cerca di valorizzare.
Michele Faggi di Indie Eye sostiene che il film sia un "infedele fedeltà al romanzo [...]  ritagliata completamente sull’interpretazione di Lea Seydoux".

## Riconoscimenti
- 2016 - Premio Lumière
  - Miglior attore a Vincent Lindon
- 2016 - Premio César
  - Candidatura per il miglior adattamento
  - Candidatura per la miglior scenografia
  - Candidatura per i migliori costumi